# Angkor Thom
Angkor Thom – ostatnia stolica imperium khmerskiego. Zbudował ją w końcu XII w. król Dżajawarman VII. Zajmowała teren 9 km² i w jej obrębie znajduje się wiele zabytków sztuki khmerskiej. Miasto zostało zbudowane na planie idealnego kwadratu, a w jego centrum znajduje się świątynia Bajon.

## Historia
Miasto Angkor Thom założył król Dżajawarman VII i od razu stało się miejscem wielkich projektów budowlanych. Jedna z alegorycznych inskrypcji odnalezionych w ruinach miasta przedstawia króla-założyciela jako woźnicę, zaś miasto jako most po którym przejeżdża.
Wcześniej, stolicą Angkoru była Jaszodharapura, ze świątynią Phnom Bakheng w centrum, położona nieco na południe od Angkor Thom. Rozwijające się miasto wchłonęło jej pozostałości. Wiele znakomitych zbudowanych wcześniej świątyń, takich jak Baphuon czy Phimeanakas weszło w skład kompleksu pałacu królewskiego nowego miasta. Khmerzy prawdopodobnie uważali Angkor Thom za kontynuację poprzedniej stolicy. Jeszcze w XIV w. powstawały inskrypcje prezentujące nową stolicę pod starą nazwą. Obecna nazwa pojawiła się dopiero w XVI w.
Ostatnią do dziś zachowaną świątynią zbudowaną w Angkor Thom była Prasat Top (East) zwana też Mangalartha. Oficjalnie ufundowana przez Dżajawarmana VII, została konsekrowana dopiero w 1295 r. Po tej dacie powstało jeszcze wiele budowli, stawianych jednak z nietrwałych materiałów przez co nie dotrwały do dziś.
Po przeniesieniu stolicy do Phnom Penh w 1432 r. miasto straciło swój charakter i stopniowo pustoszało w obrębie murów. W roku 1609, gdy przybyli tam pierwsi Europejczycy, zamieszkiwało w nim jedynie kilku samotnie żyjących mnichów buddyjskich.

## Styl architektoniczny

Plan Centrum Angkor Thom

Angkor Thom powstało w stylu Bajon, będącym ukoronowaniem sztuki architektonicznej imperium khmerskiego. Charakteryzował się on szerokim rozmachem konstrukcyjnym z wykorzystaniem laterytu jako materiału budowlanego używanego zarówno w budowie świątyń, jak i posągów, na przykład nagów czy rzeźbionych wież.

## Położenie
Miasto leży na prawym brzegu rzeki Siem Reap, dopływie jeziora Tonle Sap, około pół kilometra od rzeki. Miasto położone na planie kwadratu jest otoczone murami o wysokości 8 m i otoczone fosą. Mury zbudowane z laterytu dodatkowo są obwałowane i zwieńczone. Dokładnie w połowie każdego z boków kwadratu znajdują się bramy z których prowadzą drogi wprost do świątyni Bajon. Sama świątynia nie jest otoczona murem ani fosą i ma symbolizować świętą dla Khmerów górę Meru. Południowa brama miasta leży 7,2 km na północ od Siem Reap i 1,7 km od wejścia do świątyni Angkor Wat. Pięćset metrów od wschodniej bramy znajduje się "Brama zwycięstwa" (piąta), od której wiedzie "Droga zwycięstwa".
Najważniejszymi zachowanymi obiektami w Angkor Thom są: Baphuon, Bajon, Mangalartha, Preah Khan, Banteay Kdei, Phimeanakas, Prasat Suor, Preah Palilay, Preah Pithu, Kehlang, Taras Słoni i Taras Trędowatego Króla.

## Galeria

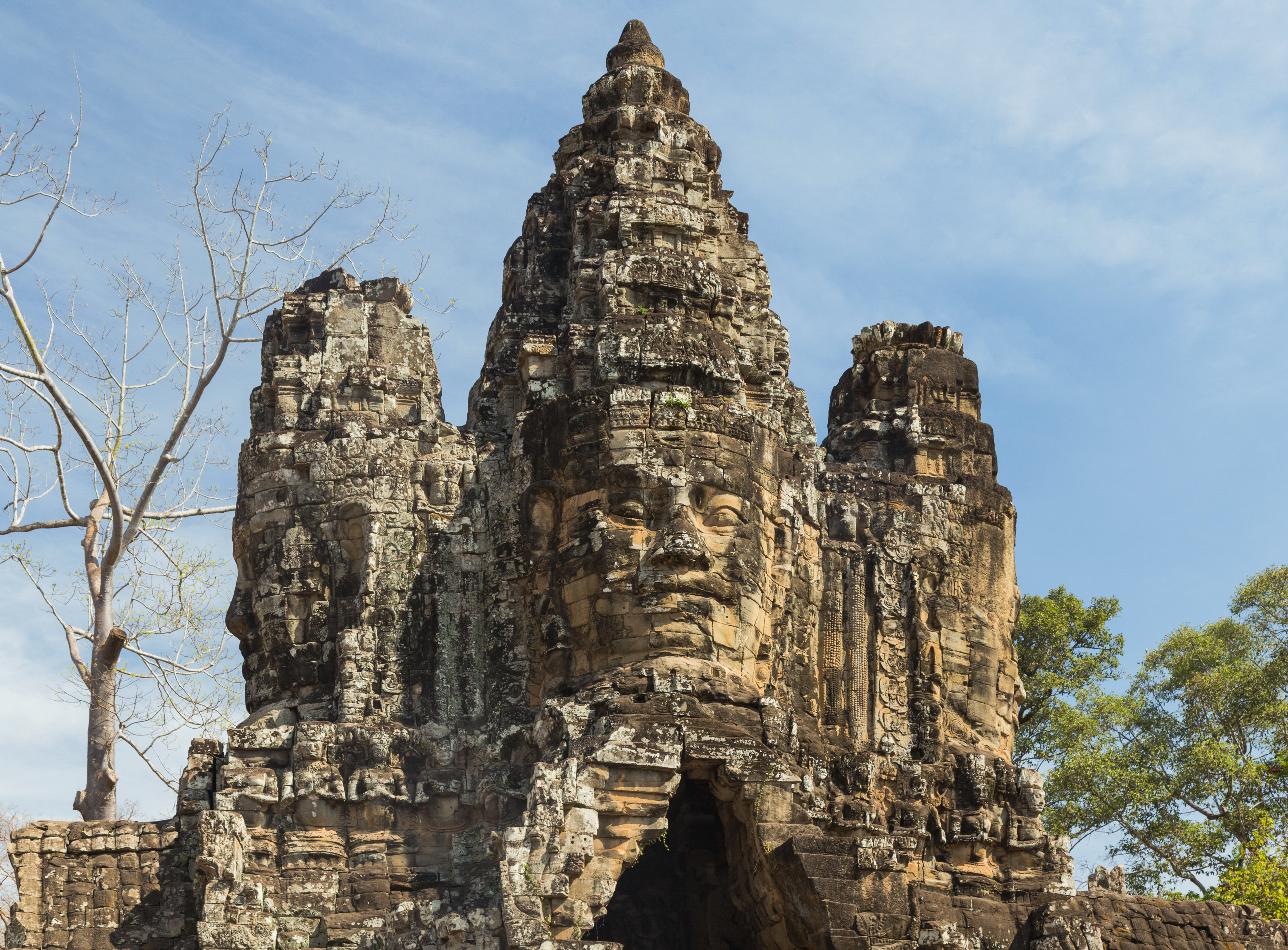
Wieża z twarzą Awalokiteśwary przy Bramie południowej
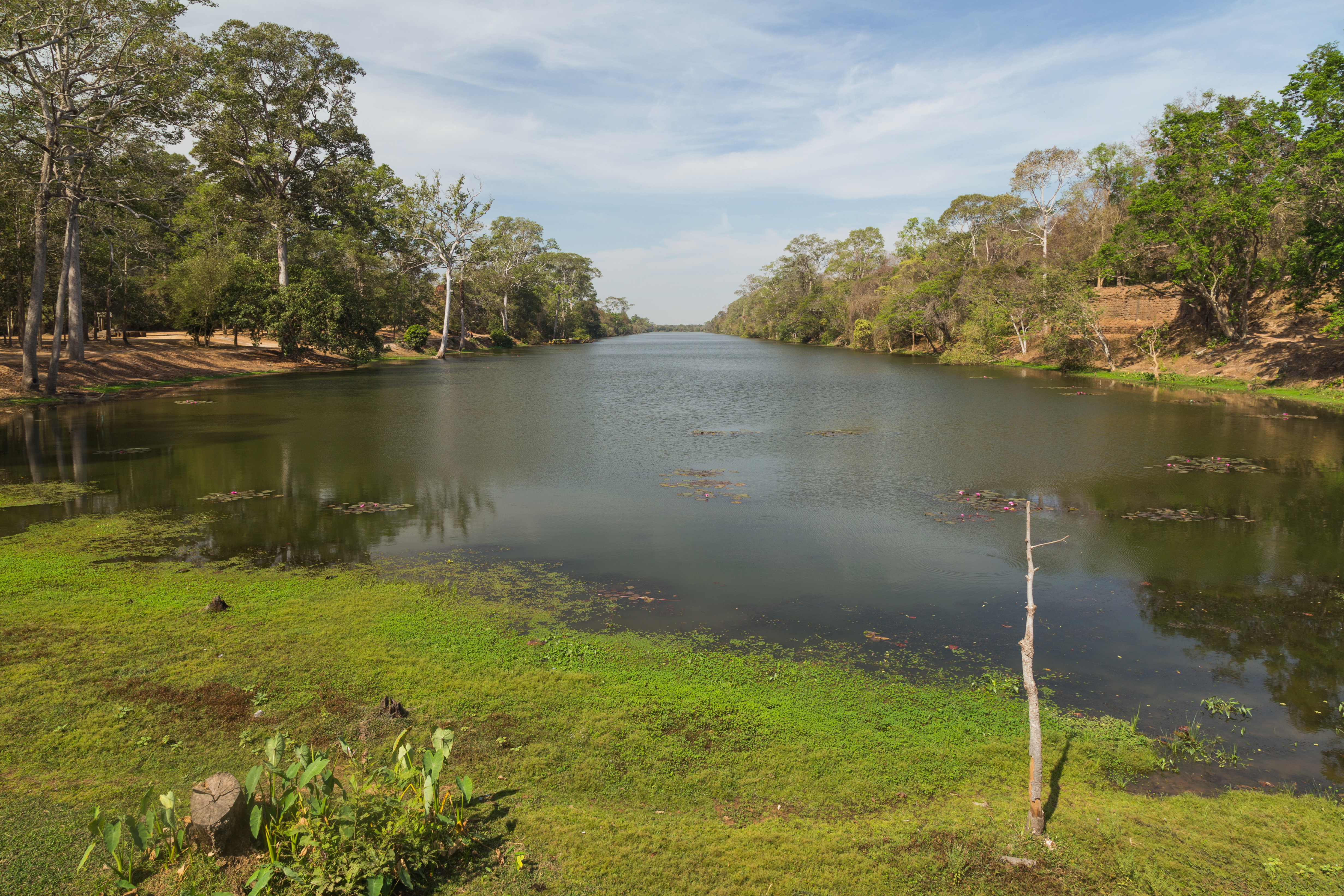
Fosa przy Bramie południowej
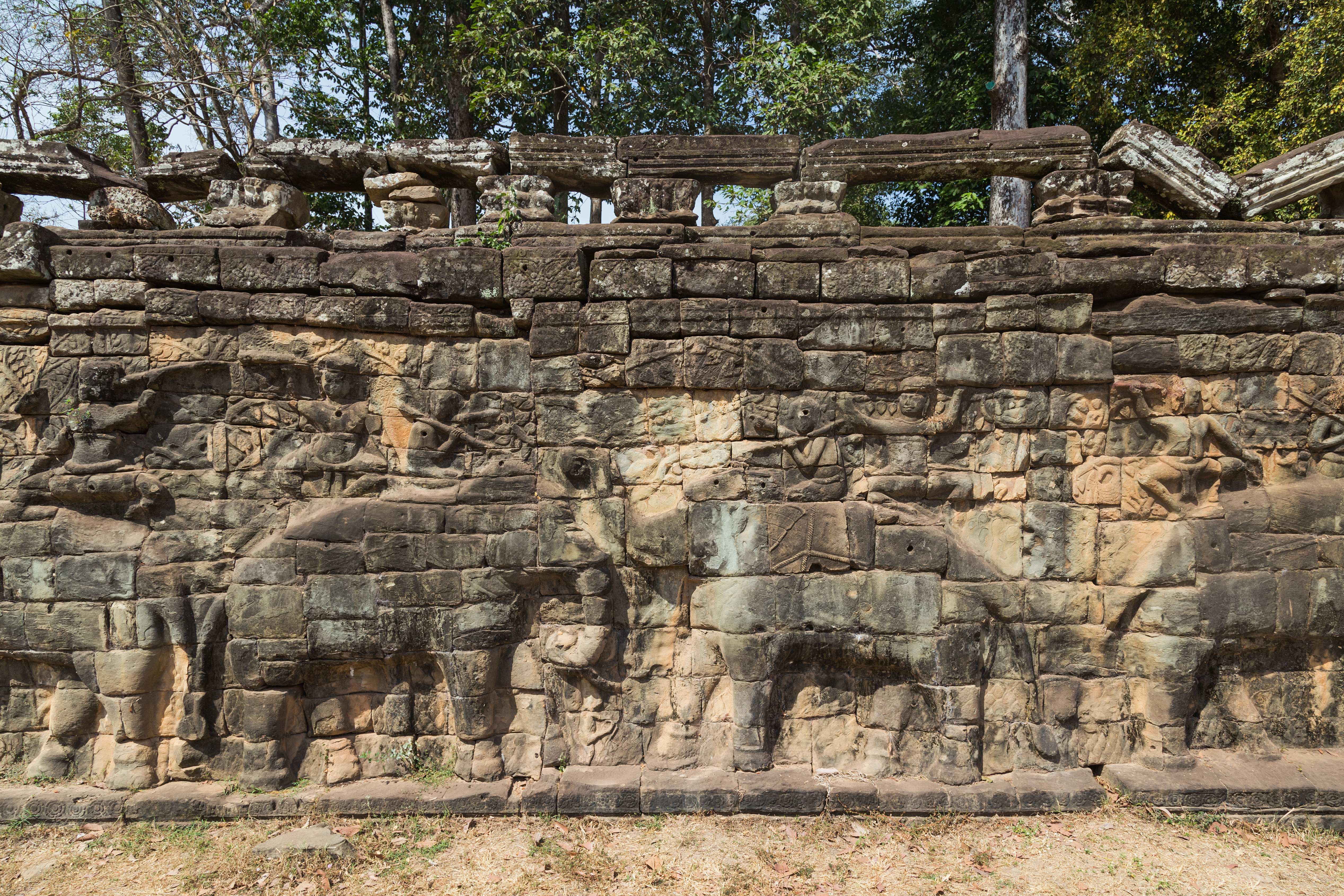
Taras Słoni
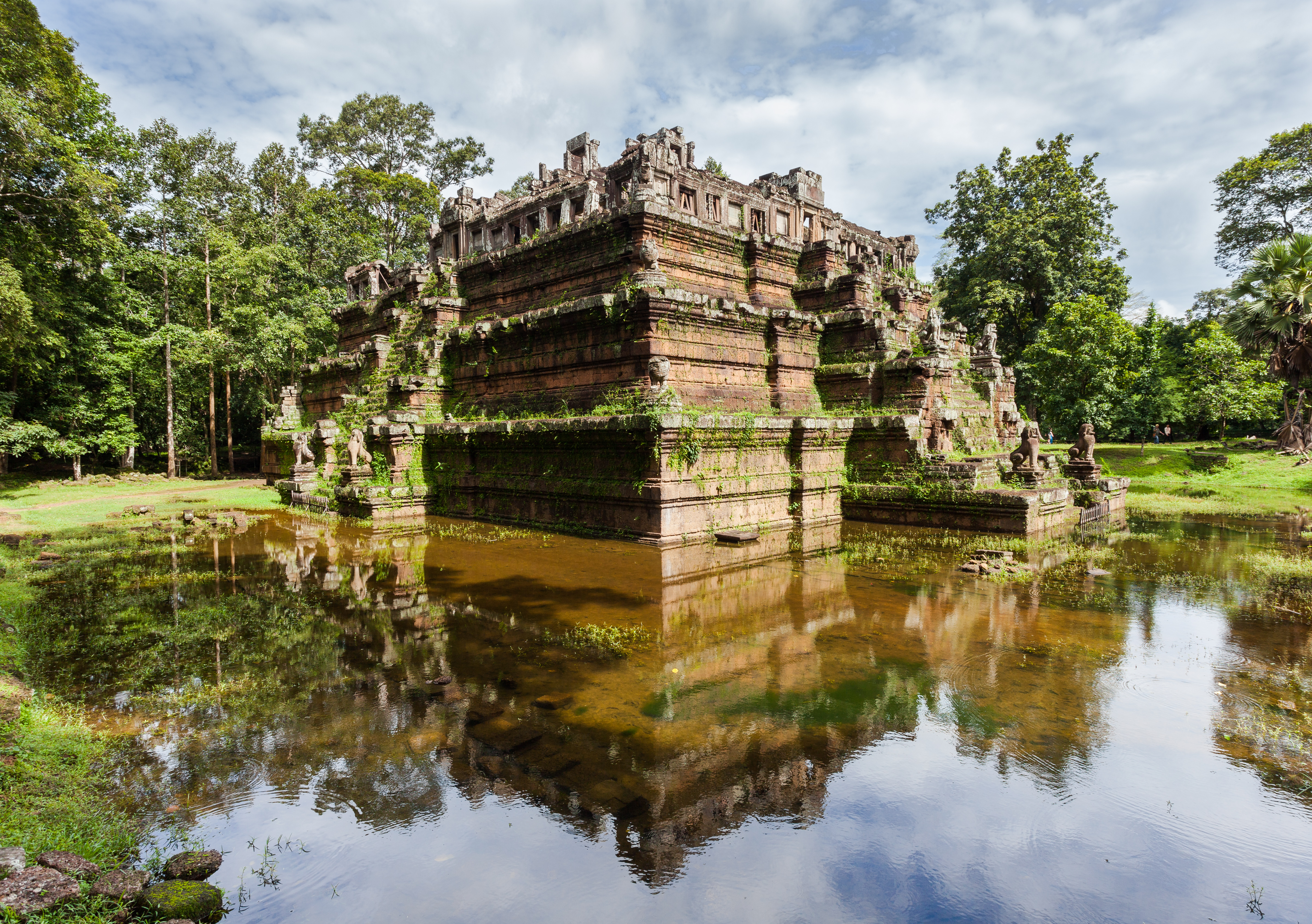
Świątynia Phimeanakas
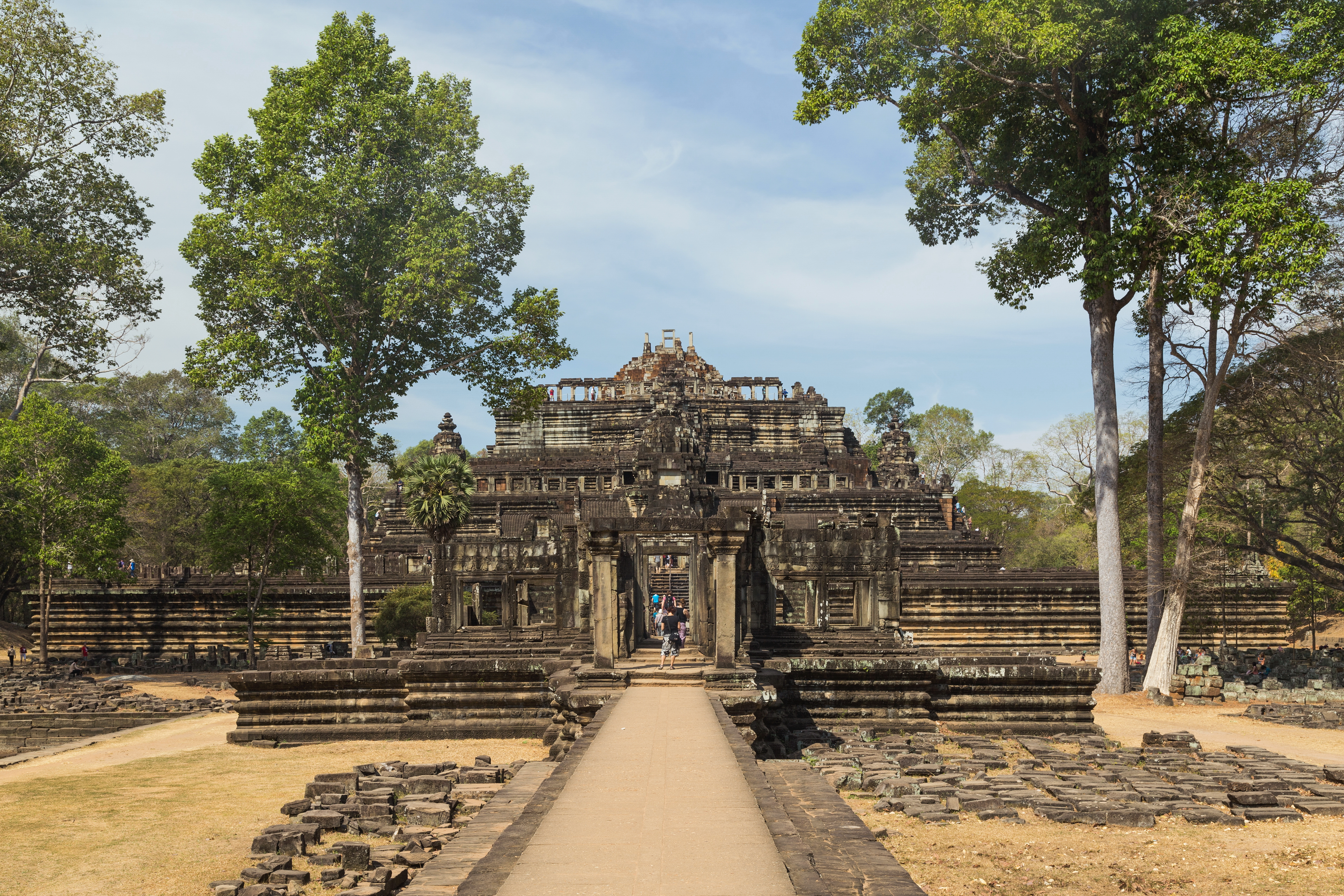
Świątynia Baphuon
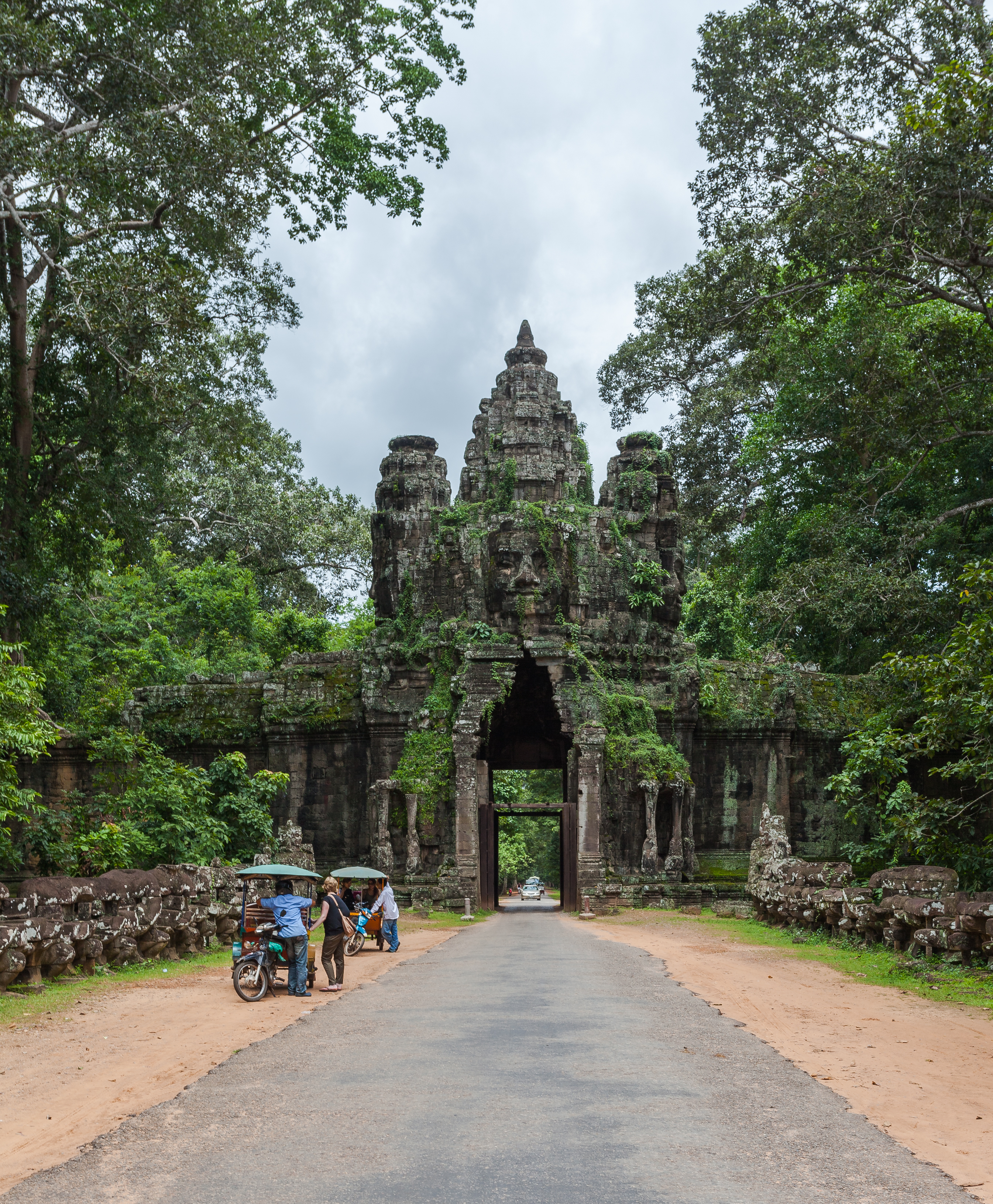
Brama wschodnia
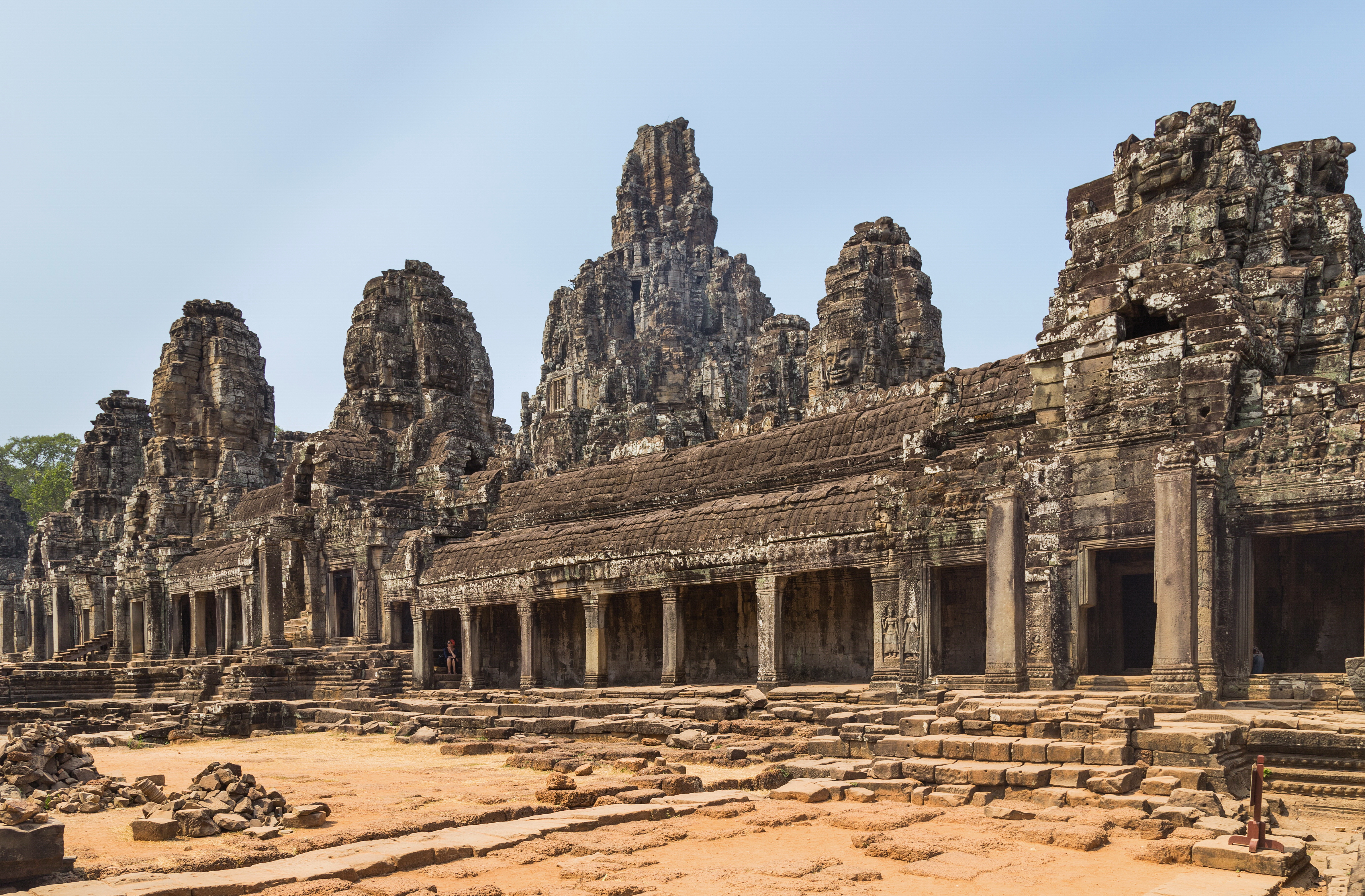
Świątynia Bajon
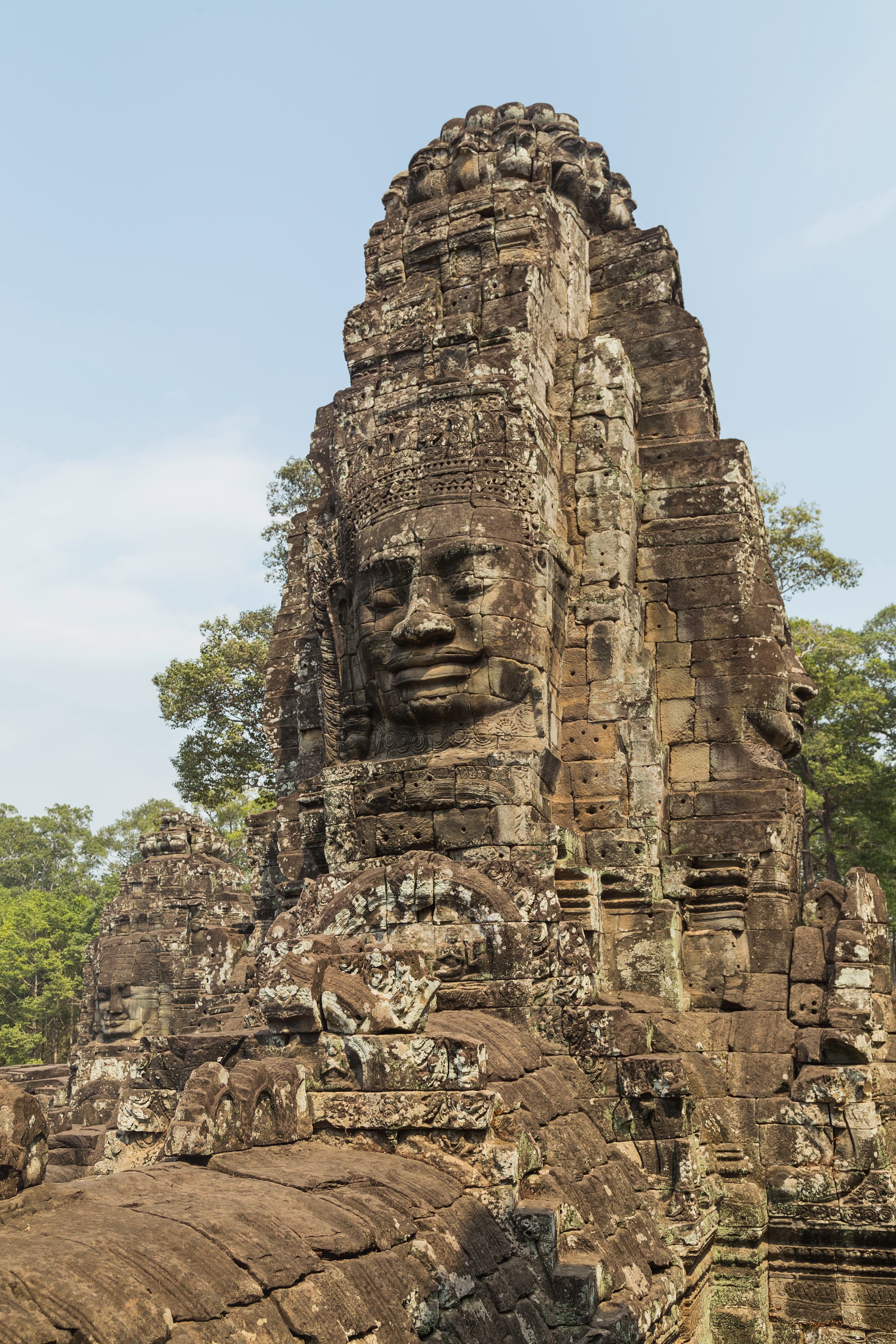
Jedna z 54 wież w świątyni Bajon
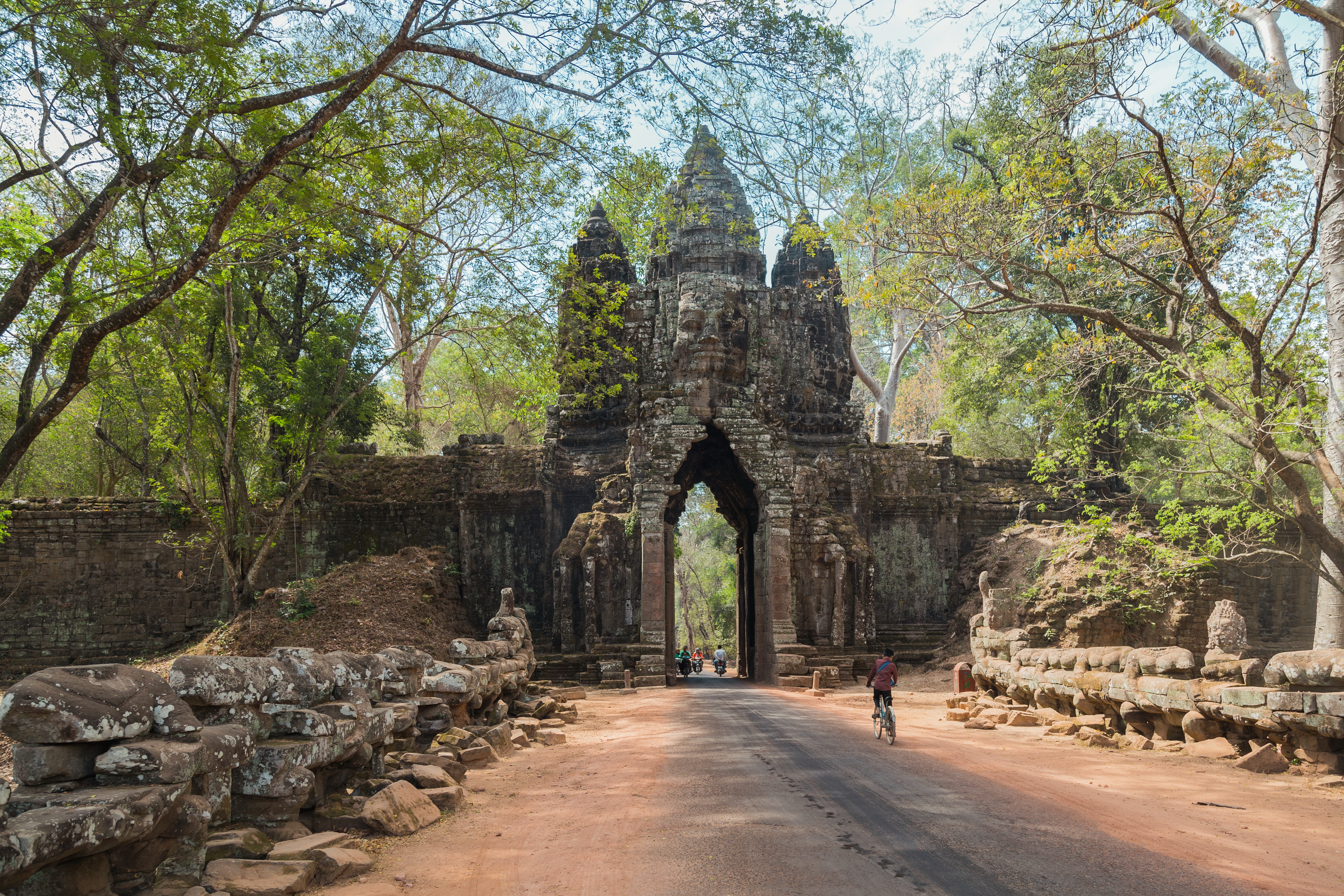
Brama północna
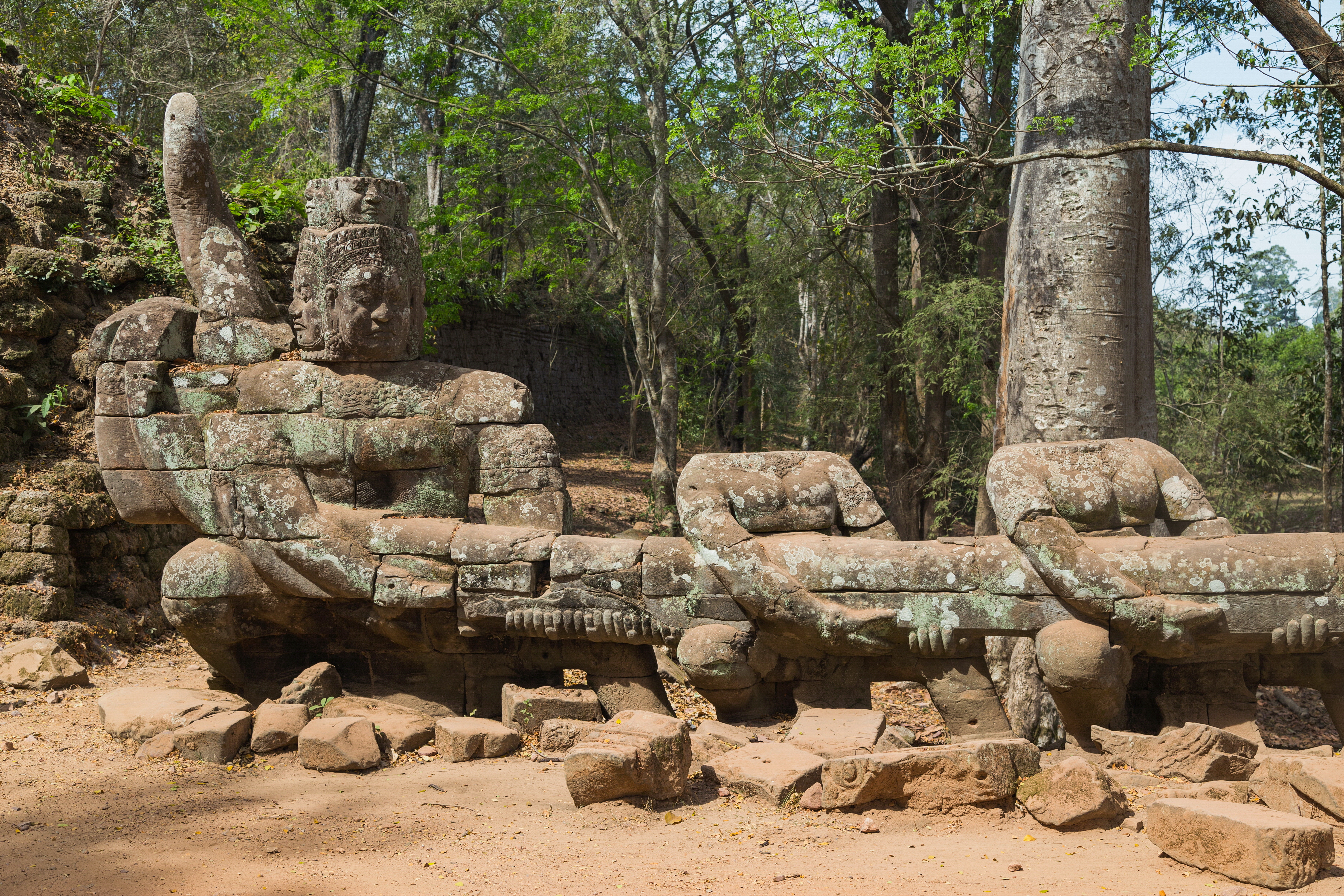
Rzeźby strażników przy Bramie północnej